# Ocotea nervosa
Ocotea nervosa är en lagerväxtart som beskrevs av André Joseph Guillaume Henri Kostermans. Ocotea nervosa ingår i släktet Ocotea och familjen lagerväxter. Inga underarter finns listade i Catalogue of Life.